# Fontain
Fontain is een gemeente in het Franse departement Doubs in de regio Bourgogne-Franche-Comté. De plaats maakt deel uit van het arrondissement Besançon. Fontain telde op 1 januari 2022 1.200 inwoners.

## Geschiedenis
Op 1 januari 2019 werd de gemeente uitgebreid met de per die datum opgeheven aangrenzende gemeente Arguel, waarmee Fontain de status van commune nouvelle kreeg.

## Geografie
De oppervlakte van Fontain bedraagt 21,25 km², de bevolkingsdichtheid is 59 inwoners per km² (per 1 januari 2019).
De onderstaande kaart toont de ligging van  met de belangrijkste infrastructuur en aangrenzende gemeenten.

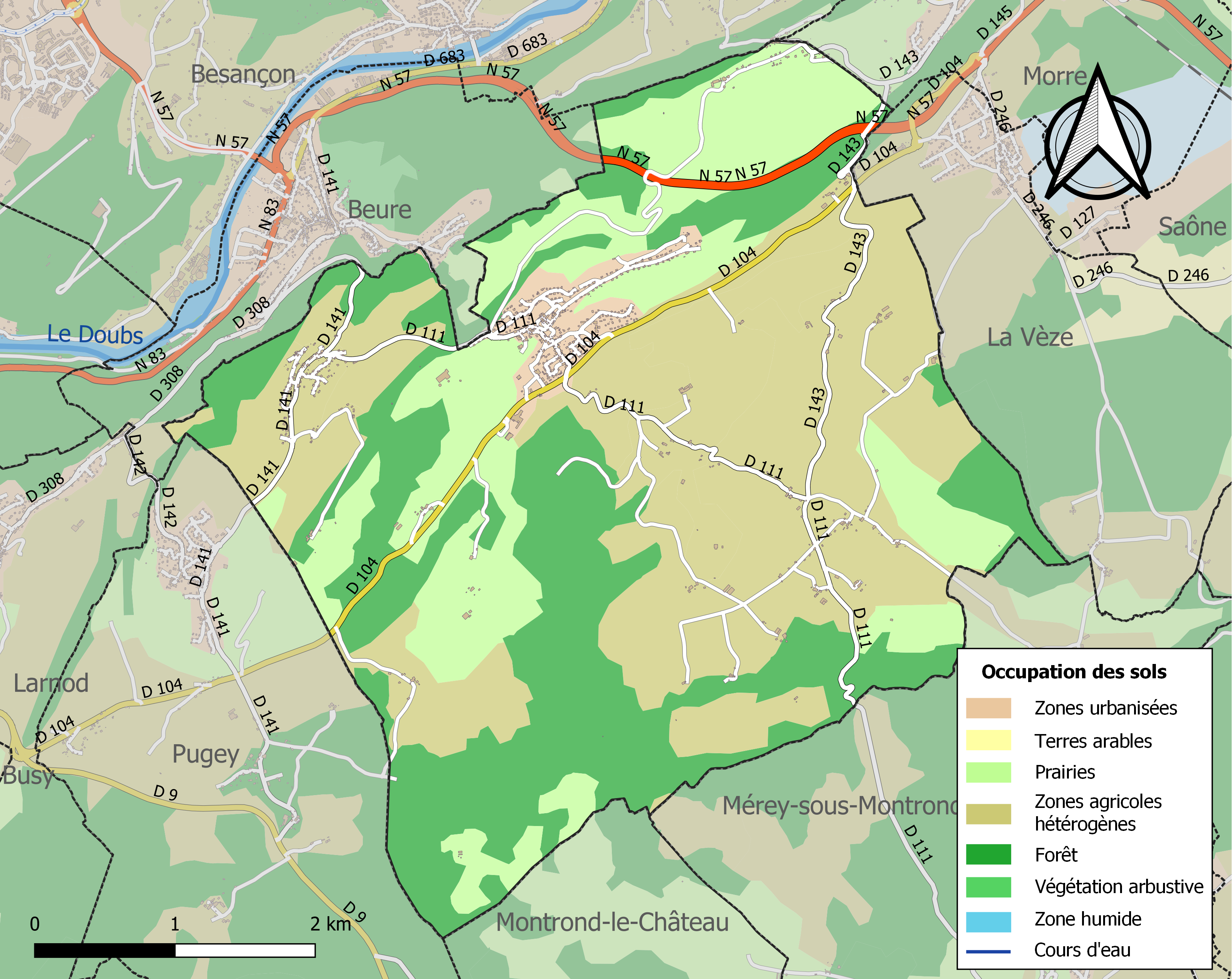

## Demografie
Onderstaande figuur toont het verloop van het inwonertal (bron: INSEE-tellingen).

## Afbeeldingen

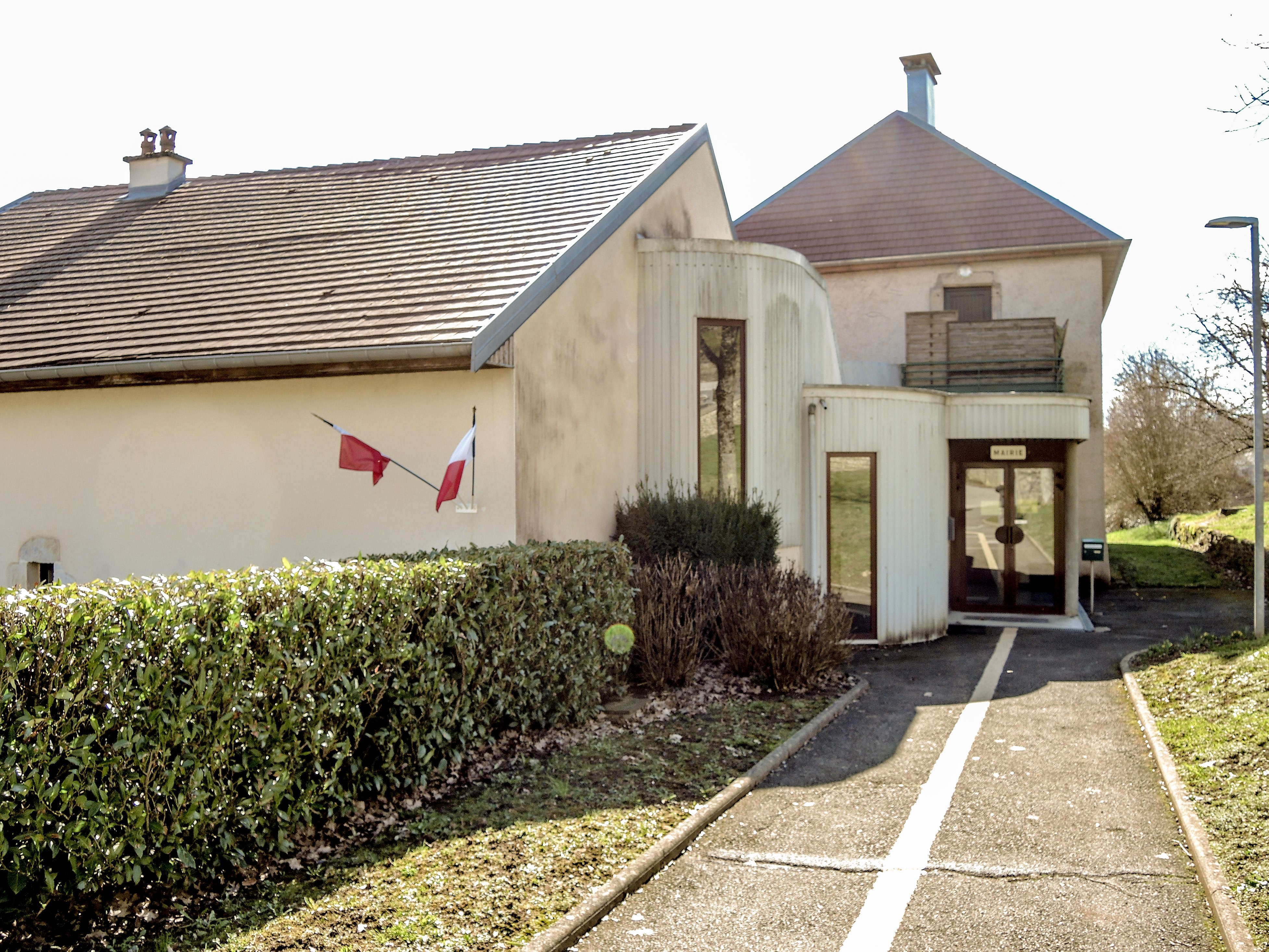
Gemeentehuis
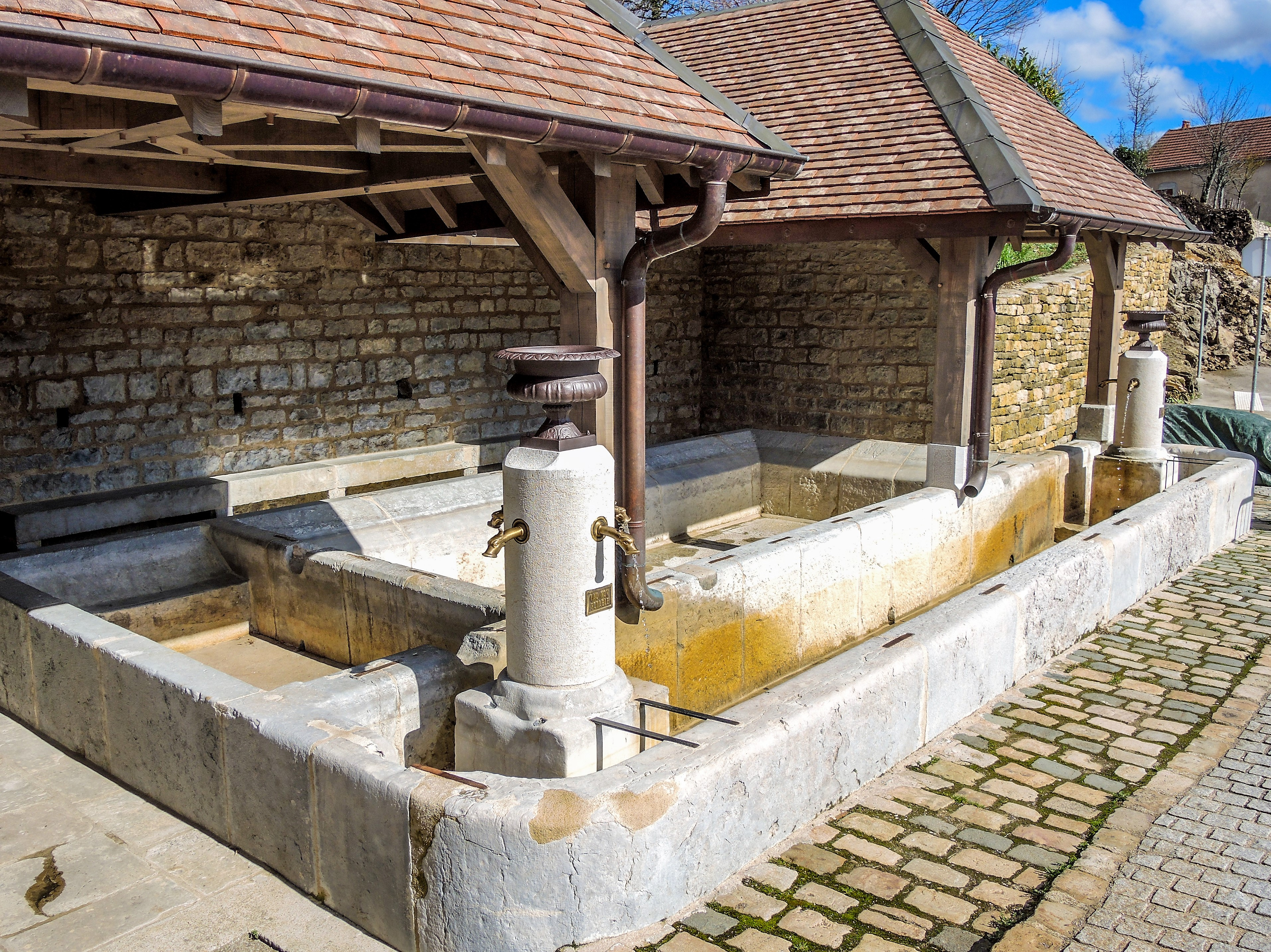
Lavoir (openbare wasplaats)
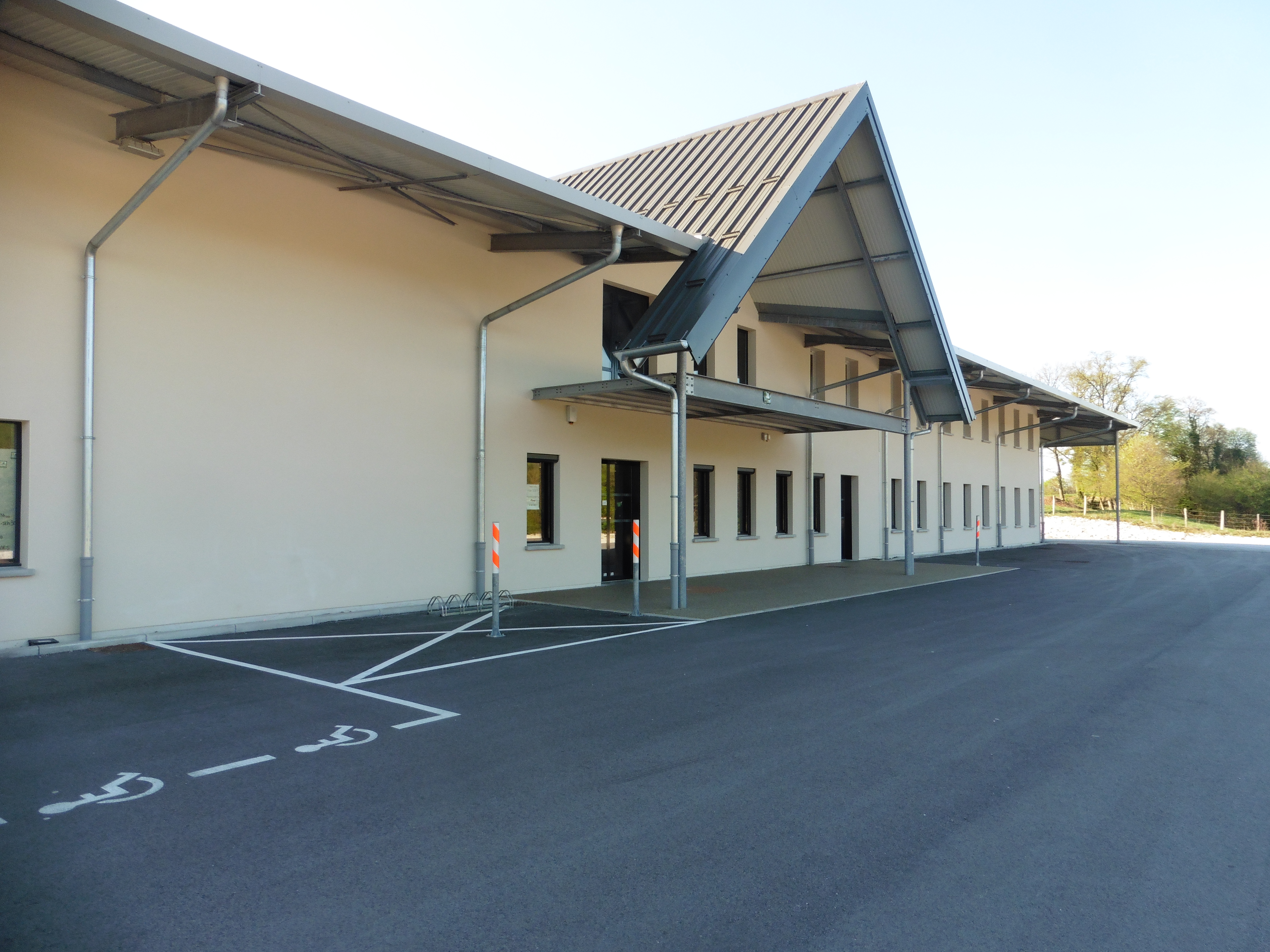
Zuivelbedrijf